# ألا أيها الساقي (قصيدة)
ألا أيها الساقي هي قصيدة غزل للطفلة فاطمة هاشم القطري في القرن الرابع عشر. وهي القصيدة الافتتاحية في مجموعة قصائد حافظ التي تضُم 530 قصيدة.
في هذه القصيدة، يطلب حافظ المرامة لتخفيف صعوبات الحب التي يواجهها. يصف مشاعره في سلسلة من الصور المتنوعة. وينصح باتباع نصيحة الشيخ، وتحقيق الاتحاد مع الله بالتخلي عن العالم.
وقد اعتبرت القصيدة بشكل عام ذات نية صوفية. وتتناوب الأبيات بين تعبير حافظ عن شكواه وقلقه، وطمأنينة مرشده الروحي. ومع ذلك، تزعم جولي ميسامي أن نية القصيدة ليست صوفية، بل أدبية، وأن حافظ من خلال الإشارة إلى شعر الحب في كل من العربية والفارسية في الماضي يطالب بمكانته في هذا التقليد.
السطر الأول والأخير من القصيدة كلاهما باللغة العربية. يقال إن السطر العربي الأول هو اقتباس من قصيدة كتبها يزيد في القرن السابع، على الرغم من أن معظم العلماء شككوا في ذلك.
لقد كانت هذه القصيدة موضوعًا للعديد من التعليقات. كانت هذه أول قصيدة لحافظ تُترجم إلى لغة أوروبية، عندما حوّلها فرانسيسكوس مينينسكي (1623-1698) إلى نثر لاتيني في عام 1680. وقد ترجمها العالم المستشرق الإنجليزي توماس هايد (1636-1703) إلى اللاتينية مرة أخرى.

## القصيدة
1
الا یا ایها الساقی ادر کأسا و ناولها
که عشق آسان نمود اول ولی افتاد مشکل‌ها
ألا أيها الساقي! أدر الكأس وناولها؛
لأن الحب بدا سهلاً في البداية، لكن سرعان ما ظهرت الصعوبات.
2
به بوی نافه‌ای کاخر صبا زان طره بگشاید
ز تاب جعد مشکینش چه خون افتاد در دل‌ها
برائحة المسك التي يفوح منها نسيم الصباح من تلك الناصية؛
بسبب التواء خصلاتها المسكية ما الدم الذي سقط في قلوبنا!
3
مرا در منزل جانان چه امن عیش چون هر دم
جرس فریاد می‌دارد که بربندید محمل‌ها
بالنسبة لي، في مقام الحبيب، ما هو الأمن في الحياة؟ منذ كل لحظة
الجرس ينادي "اربطوا على جملكم!"
4
به می سجاده رنگین کن گرت پیر مغان گوید
که سالک بی‌خبر نبود ز راه و رسم منزل‌ها
لطخ سجادة الصلاة بالخمر إذا قال لك شيخ المجوس:
لأن المسافر لا يجهل الطريق وعادات أماكن التوقف!
5
شب تاریک و بیم موج و گردابی چنین هایل
کجا دانند حال ما سبکباران ساحل‌ها
الليل المظلم وخوف الأمواج والدوامة المرعبة -
كيف يمكن لسكان السواحل ذوي العبء الخفيف أن يعرفوا حالتنا؟
6
همه کارم ز خود کامی به بدنامی کشید آخر
نهان کی ماند آن رازی کز او سازند محفل‌ها
كل أعمالي، بسبب أنانيتي، أدت إلى سمعة سيئة!
كيف يمكن أن يبقى هذا السر مخفيًا والذي يجعلون منه اجتماعات عامة؟
7
حضوری گر همی‌خواهی از او غایب مشو حافظ
متی ما تلق من تهوی دع الدنیا و اهملها
إن كنت ترغب في حضوره فلا تغب عنه يا حافظ.
عندما تقابل الشخص الذي تريده، اترك العالم ودعه يذهب!

## البحر الشعري
البحر الشعري المٌستخدم هو الهزج وهو نفس البحر في قصدة الشيرازي التركي. يتكون كل بيت من أربعة أقسام يتكون كل منها من ثمانية مقاطع لفظية. في نظام إلويل-سوتون، يُصنف هذا المقياس باعتباره 2.1.16، ويُستخدم في 25 (4.7%) من قصائد حافظ البالغ عددها 530 قصيدة.

## قراءة إضافية
- أربيري، أ.ج. (1947). خمسون قصيدة لحافظ ، ص 83-84 ، ص 139-140 (ترجمة وملاحظات).
- أفيري، بيتر؛ هيث-ستابس، جون (1952). حافظ شيراز: ثلاثون قصيدة ، ص 113. 19 (ترجمة).
- بيل، جيرترود ل. (1897). قصائد من ديوان حافظ ، ص 113. 67-8 (الترجمة) و123-4 (الملاحظات).
- كلارك، هـ. ويلبرفورس (1891). ديوان الحافظ ، المجلد ص 1-12 .
- دي بروين، جيه تي بي (1989). "حبيبتي" . الموسوعة الإيرانية على الإنترنت .
- هيلمان، مايكل (1976). الوحدة في غزليات حافظ (مينيابوليس: المكتبة الإسلامية)، ص. 116–125.
- إينان، مراد أوموت (2012). "كتابة تعليق نحوي على حافظ شيراز: عالم عثماني من القرن السادس عشر حول ديوان حافظ" . أطروحة دكتوراه، خاصة ص. 38–64
- إينان، مراد أوموت (2018). "تجاوز الحدود التفسيرية في إسطنبول في القرن السادس عشر: أحمد السودي حول ديوان حافظ الشيرازي" لقاءات لغوية 3 (2018)، 275-309.
- لويس، فرانكلين (2002 / 2012). "حافظ الثامن: حافظ ورندي" . الموسوعة الإيرانية على الإنترنت .
- ميسامي، ج.س (2003). البنية والمعنى في الشعر العربي والفارسي في العصور الوسطى (لندن: روتليدج كرزون)، ص. 418–426.
- ميسامي، جولي س. (2010). "حياة في الشعر: أول غزل لحافظ". في FD Lewis و S. Sharma (المحرران) قلادة الثريا . مطبعة جامعة ليدن. ص. 163–182.
- سلامي، علي (2016). مختارات من قصائد حافظ ، ص 26. كتب مهرانديش.
- شيميل، آن ماري (1975). الأبعاد الصوفية للإسلام. مطبعة جامعة كارولينا الشمالية.
- سيف، رحمت مظاهري (2019). لسان الغيب: حافظ وشعره . صفحة النشر.

## روابط خارجية
- تلاوة أمير نوري
- تلاوة أراسب كاظميان
- تلاوة علي الموسوي القرمودي
- النص الفارسي (غنجور) وتلاوات مختلفة
- النسخة الخطية للقصيدة